# Tom Villard
Thomas Louis Villard, znany jako Tom Villard (ur. 19 listopada 1953 w Waipahu na Hawajach, zm. 14 listopada 1994 w Los Angeles w stanie Kalifornia), był amerykańskim aktorem filmowym i teatralnym.
Urodził się na Hawajach, dorastał zaś w Nowym Jorku. Najbardziej dał się poznać jako Jay Bostwick w serialu  telewizyjnym We Got It Made. Zagrał również w znanych w Polsce filmach, jak Wzgórze rozdartych serc, Szalone lato. Występował w serialach Słoneczny patrol, Drużyna A, Złotka, Detektyw Hunter i Star Trek: Deep Space Nine.
Był otwartym gejem. Zmarł na zapalenie płuc i inne powikłania spowodowane AIDS.